# جروان سابق
 جروان سابق (1931-2005) أديب ومترجم ومعجمي سوري.

## نبذة عن حياته
ولد عام 1931 في قرية نامر بمحافظة درعا تعلّم في مدرسة الراهبات في قريته نامر حتى حصل على الشهادة الابتدائية.
ترجم إلى العربية عشرات الكتب المهمة، وأصدر ستة عشر قاموساً، وكتب الكثير في الصحف والمجلات، وانبرى لتأليف موسوعة ثلاثية اللغات لكن القدر لم يمهله على إصدارها فمات في العام 2005 عن ستة وسبعين عاماً. 
حقق الدرجة الأولى ما أهله لكرسي مجاني في المدراس الإعدادية على نفقة الدولة ولكن هذا الكرسي ـ ((كما يقول المؤلف سليم السابق في كتابه الصادر حديثا جروان سالم السابق ـ منح لغيره))، سافر إلى بيروت ابتغاء للرزق ثم عاد إلى القرية ليعمل معلماً وكيلاً، بعدها نجح في الإعدادية ثم في الثانوية لينتسب إلى جامعة دمشق بفرعي الحقوق والآداب، تخرج في كلية الحقوق عام 1958 واستمر في الكتابة والترجمة.وانكب على دراسة اللغتين الإنكليزية والفرنسية.
استقال من وظيفته وباع أثاث بيته وذهب إلى لبنان مع عائلته زوجته وستة أولاد وأربع لغات يتقنها العربية والفرنسية والإنكليزية والإسبانية وبداية عام 1979 هاجر إلى فرنسا وحيداً وهناك وبعد صراع مرير مع لقمة العيش أسس دار السابق للنشر في الحي اللاتيني وتابع العمل بتأليف الموسوعة التي بدأها منذ وطئت قدماه أرض فرنسا وهي العربية والفرنسية والإنكليزية وكان ينوي إصدارها بعشرين مجلداً ولكن القدر لم يمهله لإتمامها. انتشرت كتبه وقواميسه في أوروبا وأميركا وتنفس الصعداء مادياً بعد أن أتقن اللغات اللاتينية والألمانية والروسية والهندية.

## أعماله
- كتاب المرتزقة عام1963 ترجم للفرنسية.
- «مأثرة حواء» ترجمه للعربية للكاتب الفرنسي هنري ترواييه.
- قاموس «مجمع اللغات» عام 1971 أصدر بالعربية والفرنسية والإنجليزية
- قاموس الكنزعام 1972.
- الكنز الوجيز قاموس عربي فرنسي.
- كنز الطالب قاموس عربي فرنسي.الكنز الصغير قاموس عربي فرنسي.
- معجم اللغات بالعربية والفرنسية والإنكليزية عام 1974.
- «المرأة في القرن العشرين» نشره عام 1970 وقدّمه ميخائيل نعيمة.
- قاموس الاقتصاد عام 1970 إنكليزي ـ عربي
- معجم اللغات الوسيط، صدر عن دار سابق في بيروت وباريس سنة 1985.[1]

## وصلات خارجية
- جروان السابق.. معجم الأرض في رجل واحد